# Carl von Blittersdorf

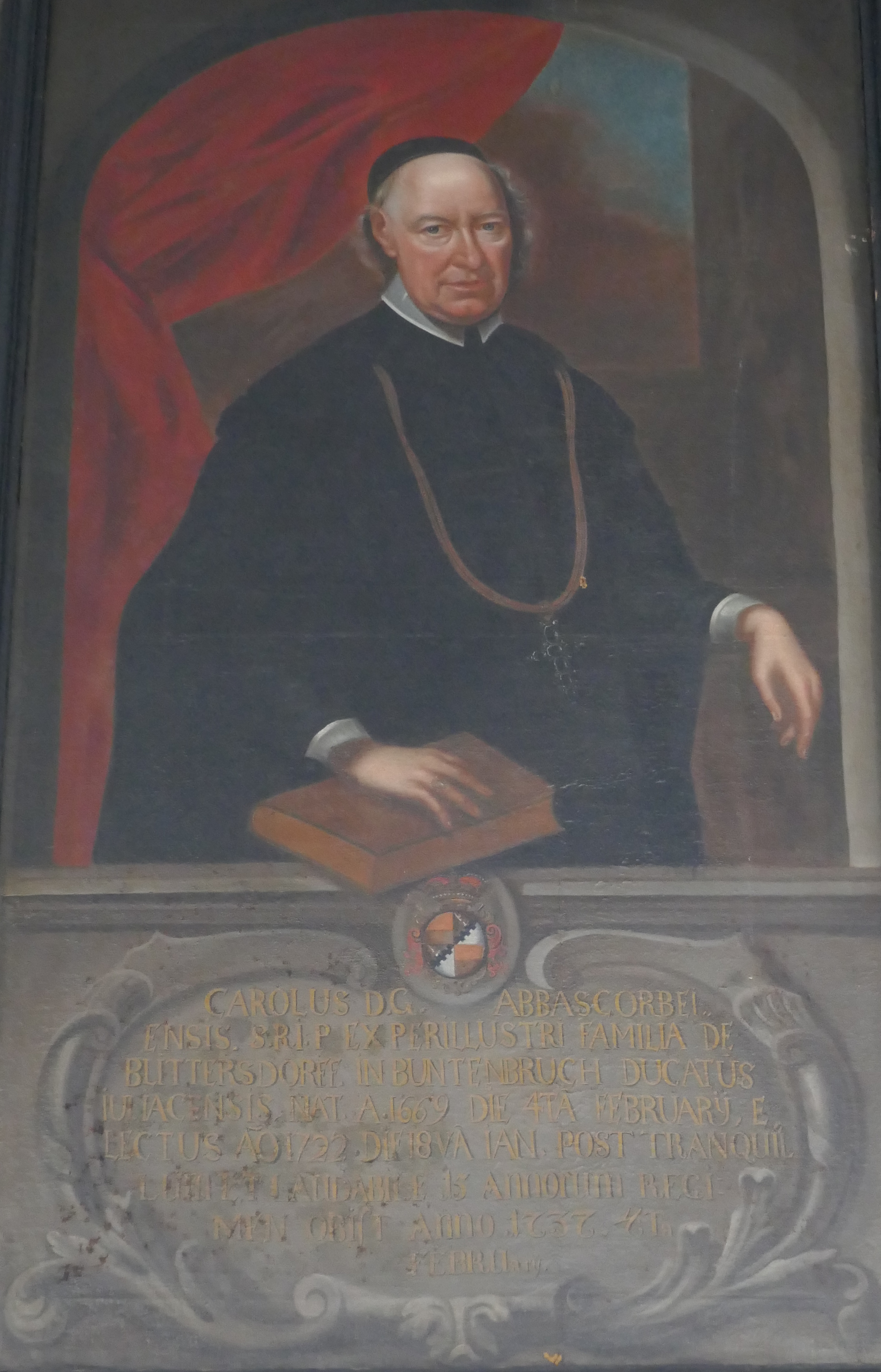
Carl von Blittersdorf

Carl von Blittersdorf, auch: Carl von Plittersdorf (* 4. Februar 1669 in Buntenbruch im Herzogtum Jülich; †  4. Februar 1737 in Corvey) war ein Benediktinermönch und von 1722 bis zu seinem Tod Fürstabt von Corvey.

## Leben
Der einer schwäbischen Adelsfamilie entstammende Carl von Blittersdorf wurde am 18. Januar 1722 zum Abt von Corvey gewählt. Während seines Abbatiats wurde in Corvey in Fortsetzung des von Maximilian von Horrich errichteten Einfahrtsportals der eingeschossige westliche Wirtschaftstrakt der Stiftsanlage errichtet, dessen drei Portale sein Wappen, einen beiderseits gezinnten Schrägrechtsbalken, zeigen. Das an den Südwestturm anschließende zweigeschossige Gebäude des Gutshofes trägt zudem die Inschrift C(AROLVS) D(EO) G(RATIA) A(BBAS) C(ORBEIENSIS) S(ACRI) R(OMANI) I(MPERII) PRINCEPS.

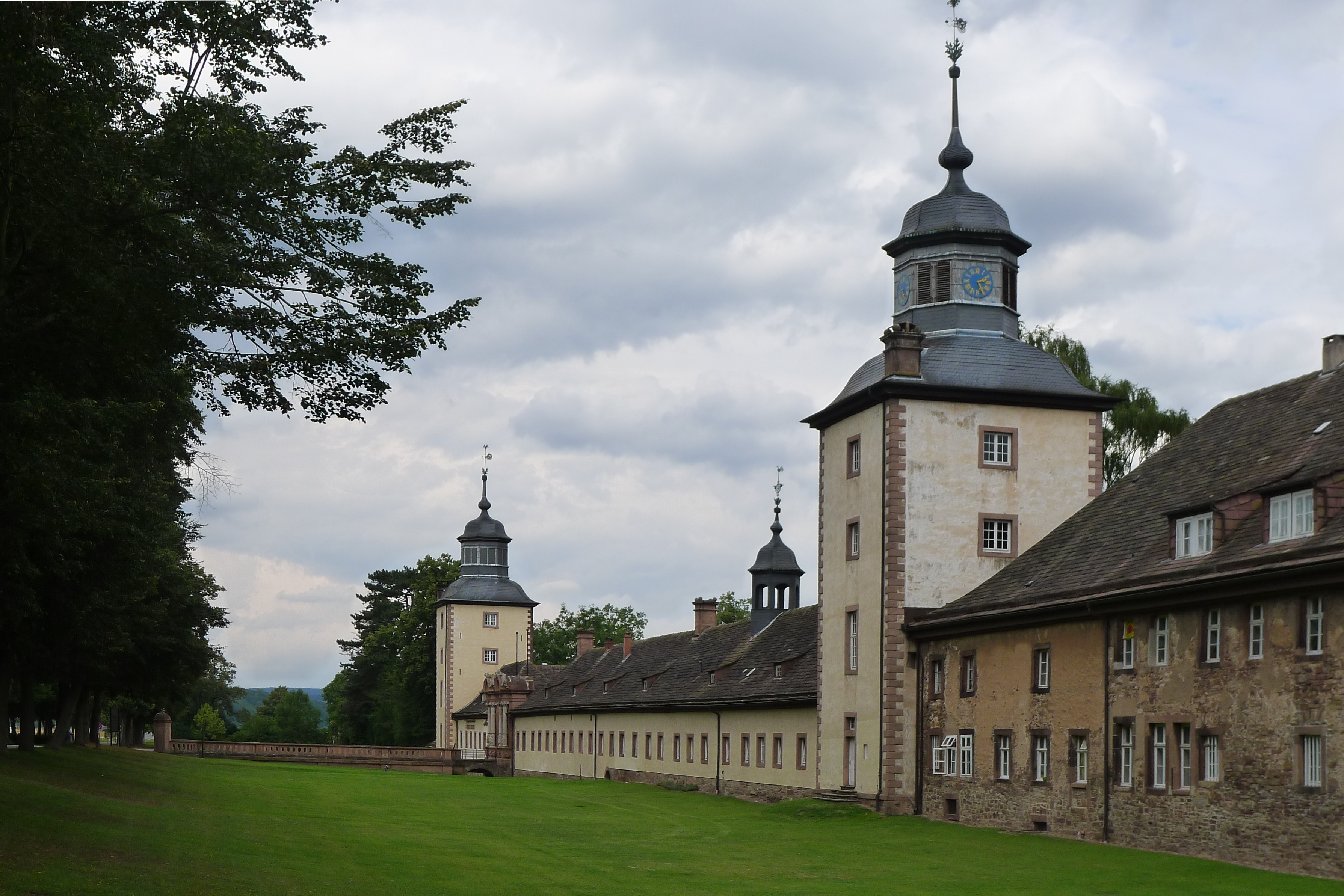
Corvey, Vorburg
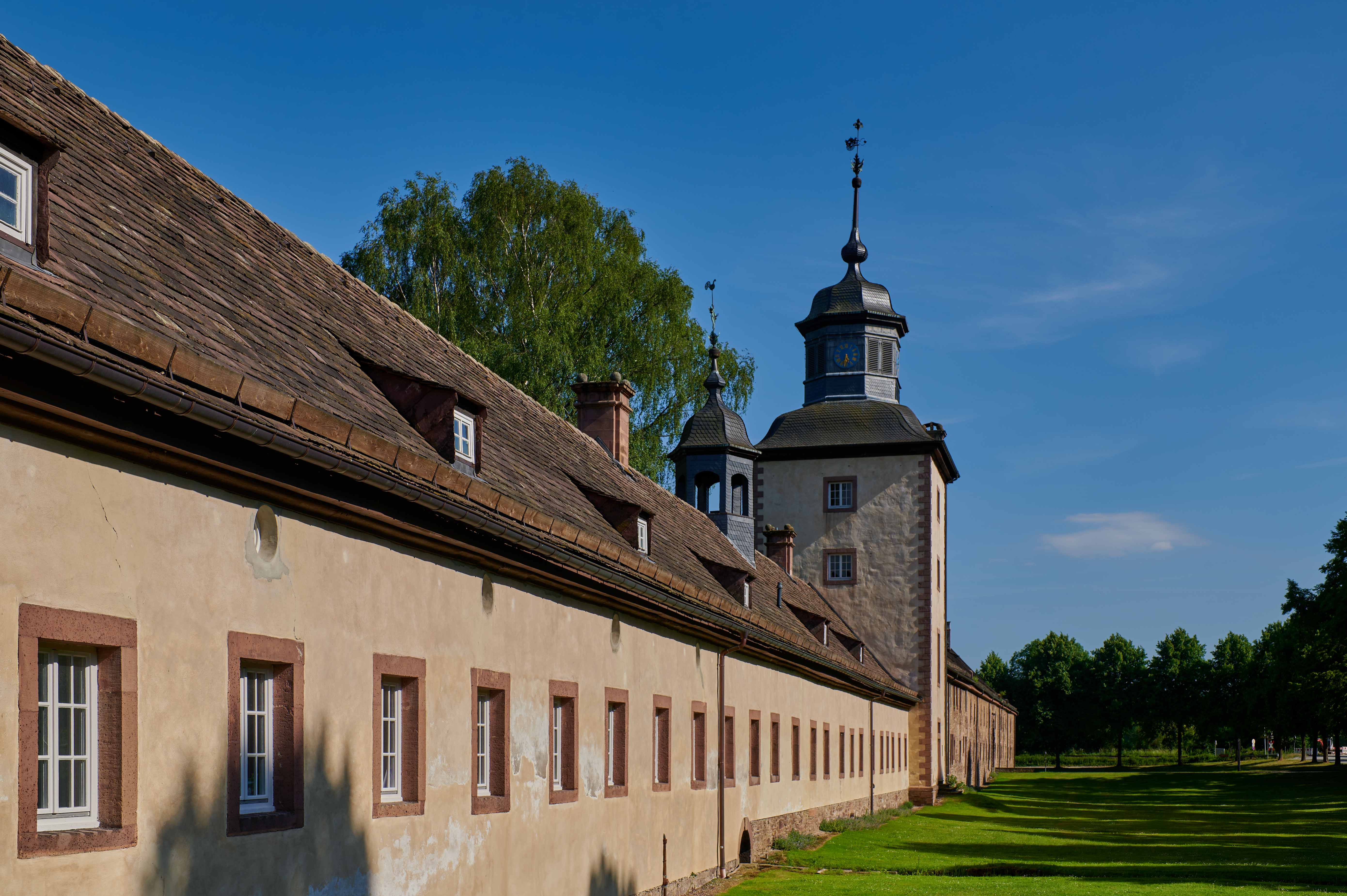
Corvey, westlicher Wirtschaftstrakt
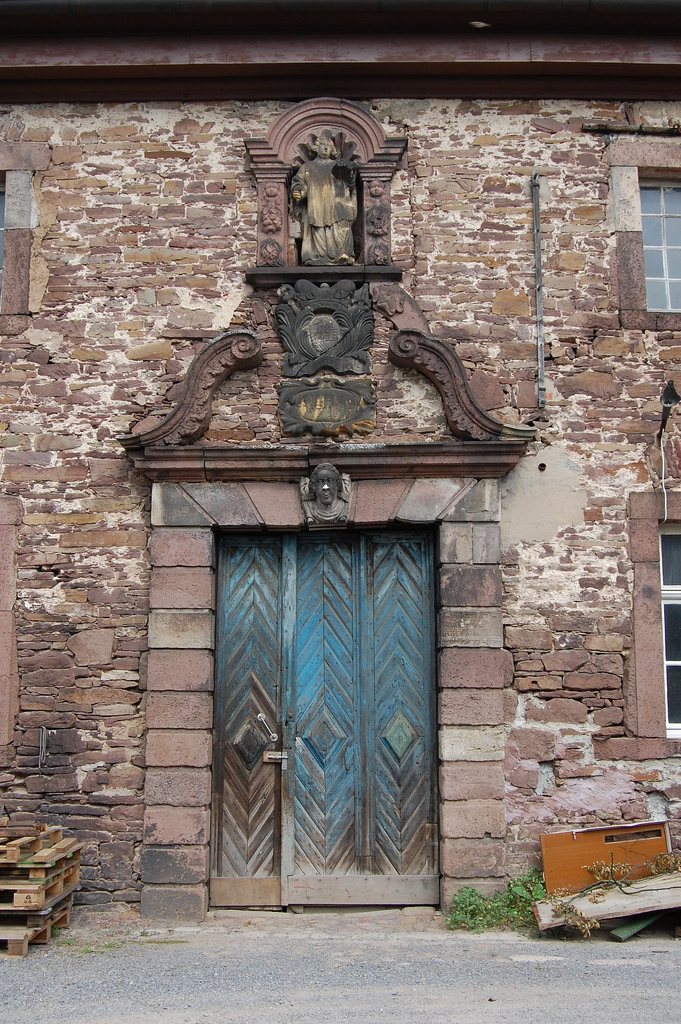
Portal am Gutshof
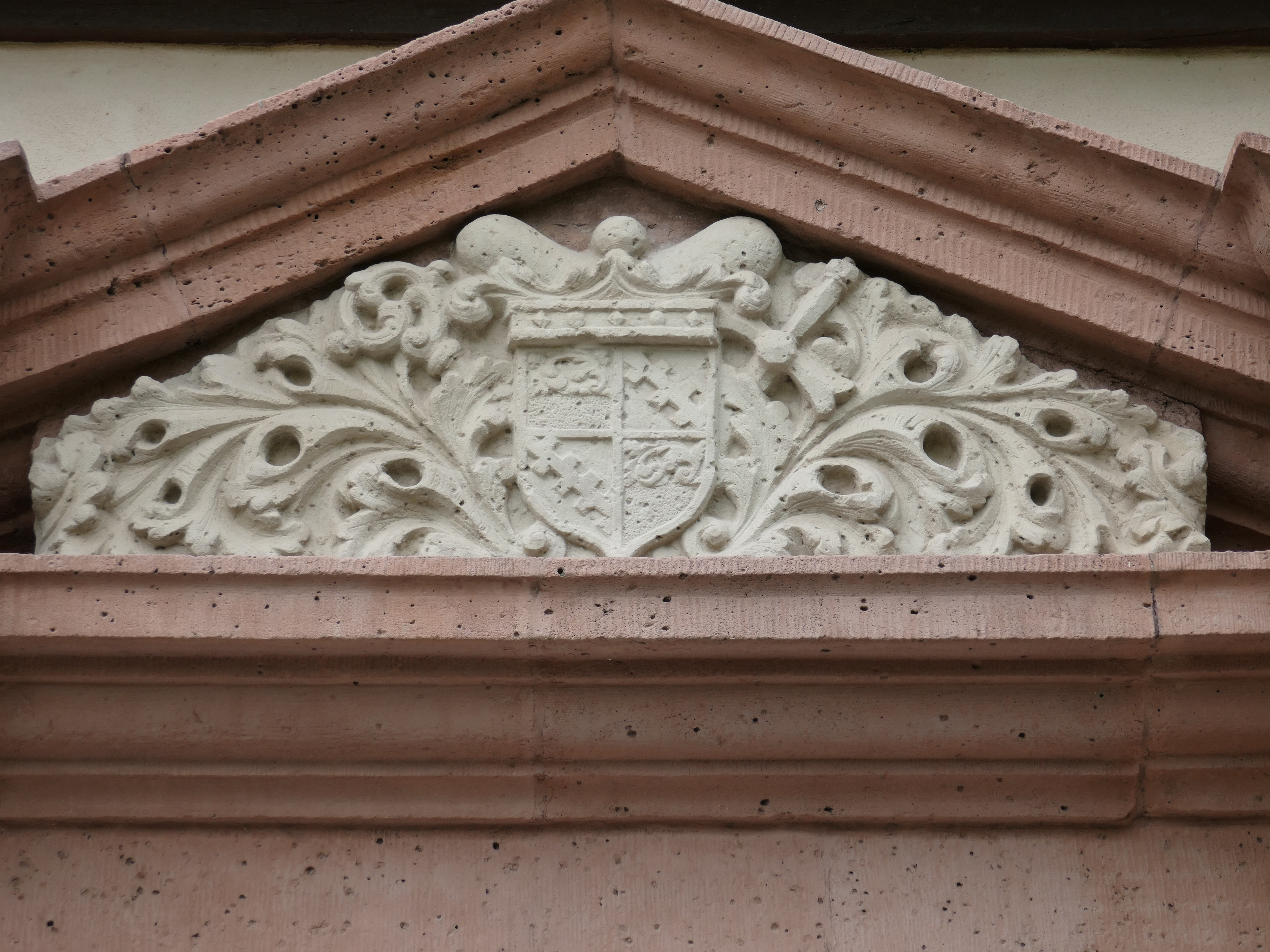
Wappen über einem Portal